# Thalassoma purpureum
 Thalassoma purpureum és una espècie de peix de la família dels làbrids i de l'ordre dels perciformes.

## Morfologia
Els mascles poden assolir els 46 cm de longitud total.

## Distribució geogràfica
Es troba des del Mar Roig i l'Àfrica oriental fins a les Hawaii, les Illes Marqueses, l'Illa de Pasqua i el sud del Japó. També al sud-est de Sud-àfrica.